# Fornifilie
Fornifilie je jednou z praktik BDSM. Jde o jiný název pro anglický výraz „human furniture“, což znamená „lidský nábytek“, přesněji řečeno „nábytek z lidí“. Tato praktika BDSM získala svoje označení odvozením z latinského slova „fornire“ (vzniklo ze starofrancouzského výrazu furnir, nábytek, a je též základem pro anglické slovo „furniture“, neboli nábytek) a řeckého slova „philos“ (fílie, láska k něčemu). Řadí se mezi bondage praktiky, neboť se neobejde bez pevného úvazu, spoutání či zavěšení submisivní osoby, ale mohou ji praktikovat i příznivci balení (mumifikace), gumy (rubber), latexu, gypsu (sádry) či lycry.

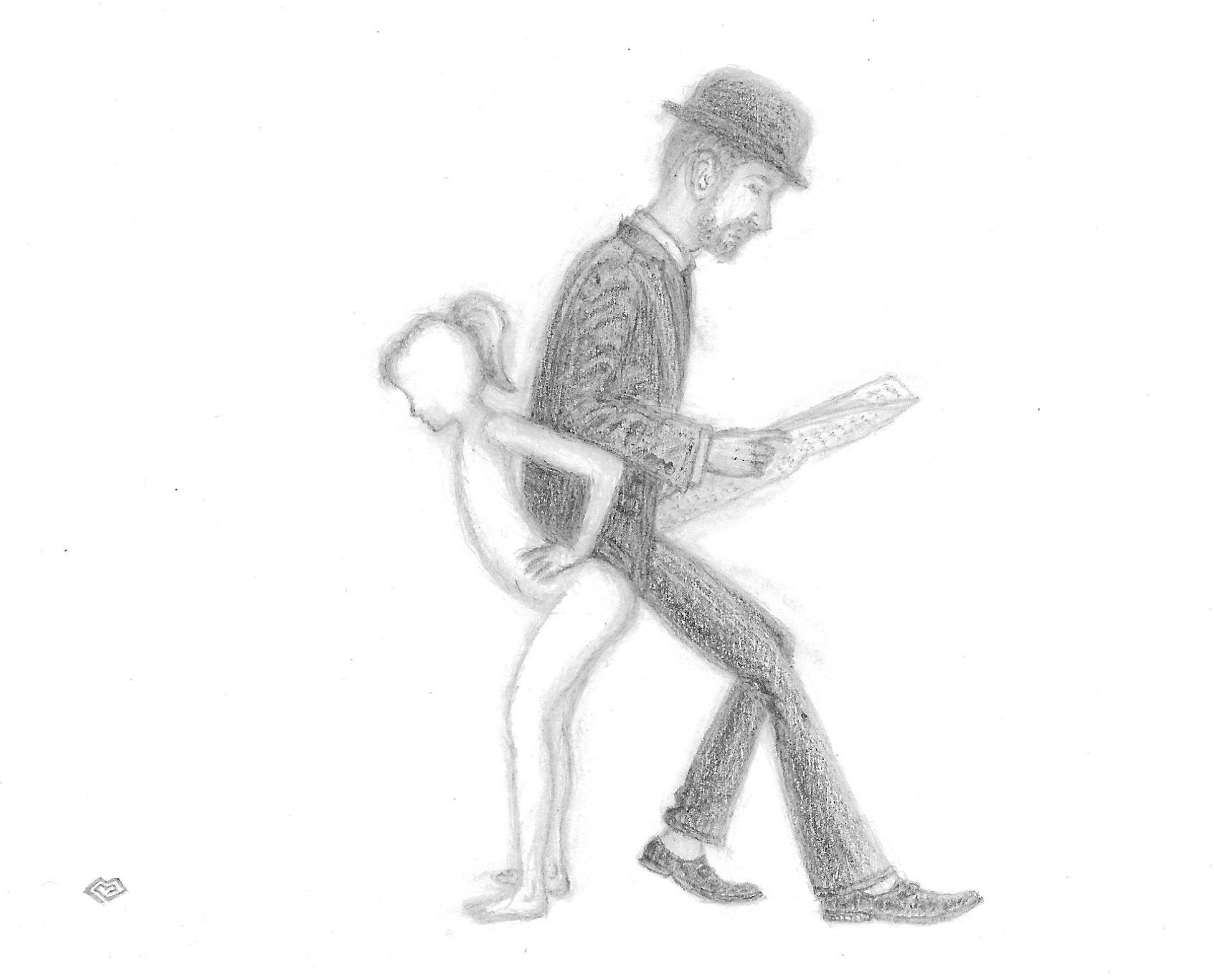
Fornifilie

Ve fornifilii jde o snahu využít uměleckého efektu pro přetvoření člověka v nábytek či příslušenství k nábytku. Záleží na tom, o jaký typ nábytku či příslušenství jde; když se např. jedná o „lidské“ křeslo, je submisivní osoba oblečena např. do latexu či kůže, což nejen že lahodí oku takto zaměřených lidí, ale zároveň to dominantovi, který nemá přímý kontakt s kůží podřízené osoby, umocňuje pocit skutečného nábytku. Někteří dominanti však upřednostňují neoblečené submisivy, např. pro vůni lidského potu.
Nejznámějšími rolemi v těchto praktikách jsou různá křesla, židle, stolky, ale občas se objevují i houpací koně nebo lustry, a to doslova: submisiv opravdu visí u stropu a jeho tělo slouží k upevnění elektrického vedení a žárovek. K fornifilii lze řadit i některé další extrémnější praktiky, např. když submisivova ústa slouží jako popelník nebo toaleta.